# Gouzon
Gouzon este o comună în departamentul Creuse din centrul Franței. În 2009 avea o populație de 1.500 de locuitori.

## Evoluția populației
| An        | 1975  | 1982  | 1990  | 1999  | 2006  | 2009  |
| --------- | ----- | ----- | ----- | ----- | ----- | ----- |
| Populație | 1.501 | 1.469 | 1.370 | 1.381 | 1.424 | 1.500 |